# Симчера, Василий Михайлович
Васи́лий Миха́йлович Симче́ра (венг. László Szimcsera; 26 февраля 1940, Венгрия — 16 июня 2020 Москва) — советский и российский экономист, статистик, доктор экономических наук, профессор. Заслуженный деятель науки Российской Федерации (2001). Область профессиональных интересов: экономика, статистика, финансы.
Президент ООО "Международный Банк «Сенатор». Вице-президент общественной организации «Российская академия экономических наук». Директор ЗАО "Международный институт инженерно-экономических исследований «Третье тысячелетие». Директор НИИ Статистики. Главный редактор журнала «Экономика. Предпринимательство. Окружающая среда».

## Биография
Родился в Закарпатской области в семье железнодорожника. В 1961 году окончил Львовский торгово-экономический институт, затем в 1965 году — аспирантуру в Москве — Институт экономики мировой социалистической системы Академии наук СССР. Там же защитил кандидатскую диссертацию.
Начал работу научным сотрудником Института экономики мировой социалистической системы АН СССР, с 1966 года — старший научный сотрудник.
В 1971 году работал в ЦЭМИ АН СССР (в той же должности), затем (до 1974 года) — заведующий сектором НИИ статистики, после этого (до 1983 года) — заведующий отделом ВНИИ ПОУ Госкомитета СССР по науке и технике.
В 1975 году защитил докторскую диссертацию (по методологии многомерных международных сопоставлений); с 1976 года — профессор Московского инженерно-экономического института.
С 1983 до 2000 года — заведующий кафедрой статистики ВЗФЭИ. В 1992—1995 годах избирался в ряд научных обществ и академий.
С февраля 2000 года по 2010 год — директор НИИ статистики Госкомстата России, заместитель председателя Научно-методологического Совета Госкомстата России.
В 2001 году В. М. Симчера присвоено почётное звание «Заслуженный деятель науки Российской Федерации» — за заслуги в научной деятельности.
С 2002 года — вице-президент Российской академии экономических наук. Избранный член Международного статистического института.
В 2007 году Международным биографическим центром (Кембридж, Великобритания) добавлен в каталог «2000 выдающихся интеллектуалов 21-го столетия» (англ. 2000 Outstanding Intellectuals of the 21st Century).
Похоронен в Москве на Троекуровском кладбище.

## Семья
Был женат, имел двух детей — дочь и сына.

## Основные работы
В последние годы жизни В.М. Симчера обратился к анализу демографических потерь России в XX веке. По его оценкам, численность населения страны «в условиях нормального развития страны» составляла бы в 2000-е гг. от 250 до 400-450 млн. человек. Таким образом, если бы население России в XX в. увеличивалось по «мировым законам», а за столетие общая численность мирового населения увеличилась вчетверо, то  в начале XXI в. в России проживали бы 270 млн. человек. Разница между возможными 270 млн. и фактическими 145,6 млн. человек в конце 1999 г. составляла 124,4 млн. человек, и эту величину учёный считает потерянным за 100 лет человеческим ресурсом России.
- Курс экономической статистики (1967),
- Японская сеть вычислительных центров (в соавторстве, 1974);
- Статистические публикации в СССР (1975);
- Статистические методы в управлении (1980);
- Очерки международной статистики (1981);
- Развитие статистической науки в СССР (1985; в соавт. с Е. А. Машихиным и Т. В. Рябушкиным);
- Теоретические концепции в отечественной статистике (1986; в соавт. с Е. А. Машихиным и Т. В. Рябушкиным);
- Статистические методы анализа социально-экономических процессов (1987; в соавт. с Е. А. Машихиным и Т. В. Рябушкиным);
- Технология экономико-статистического моделирования (1991, 1992);
- Обречена ли экономика современной России (1998);
- Россия во лжи (1999);
- Практикум по статистике (1999),
- Как возродить экономику России (1999, 2000),
- Энциклопедия статистических публикаций (Х—XX вв.) (2001).
- Развитие экономики России за 100 лет: 1900-2000. Исторические ряды, вековые тренды, институциональные циклы. — Москва: Наука, 2006. — 587 с. — ISBN 978-5-02-034339-9.